# Regiunea Bafatá
Reginea Bafatá este una dintre cele 9 unități administrativ-teritoriale de gradul I ale statului Guineea-Bissau.

## Sectoare
Regiunea este divizată într-un număr de 7 sectoare:
- Bafatá
- Bambadinca
- Contuboel
- Sonaco
- Galomaro
- Gamamundo
- Xitole